# Loredana De Petris
Loredana De Petris (née le 24 novembre 1957 à Rome) est une femme politique italienne, membre de Gauche italienne.

## Biographie
Loredana De Petris est élue sénatrice lors des élections générales italiennes de 2013 puis préside le Groupe mixte à compter du 19 mars 2013, au début de la XVIIe Législature. Elle a présidé le conseil fédéral de la Fédération des Verts.